# Свійські тварини
Свійські тварини — види тварин, що повністю або частково утримуються людиною, живуть з людиною та розводяться нею. Більшість з них були приручені доісторичною людиною, деякі ж приручаються тільки нещодавно (наприклад, страус).

## Опис
Більшість свійських тварин належать до хребетних(хордових). Кількість видів свійських тварин у порівнянні з загальною кількістю видів тварин набагато менша.
Найважливіші свійські тварини :
- з жуйних парнокопитних: велика рогата худоба, вівця, коза, віл, два види верблюдів, лама, олень, як;
- з нежуйних парнокопитних: свиня;
- з непарнокопитних: кінь, віслюк та похідні від них мул та ослюк;
- з хижаків: собаки[2] й коти[3];
- з гризунів: кріль;
- з птахів: курка, цесарка, фазан, павич, індик, голуб, гуска, качка, лебідь, останнім часом страус, декілька видів співочих птахів, папуга та ін.;
- з риб: золота рибка, короп, форель;
- з комах: бджола, шовкопряд.

Більшість свійських тварин приносять людині користь, даючи їй їжу (м'ясо, молоко, яйця, мед), сировину для одягу та взуття (шкіру, шерсть, пір'я, шовк), робочу силу для перевезення людей і вантажів, охороняють, рятують життя та майно. Деякі види свійських тварин під впливом людини дуже змінили свої форми та якості.
Домашніх тварин потрібно регулярно годувати. Якщо вони тривалий час проводять без їжі, це погано впливає на їх стан та може призвести до смерті. Фахівці Держпродспоживслужби Запорізької області дали поради, як нагодувати чотирилапих друзів, які довго були без їжі та куди можна звернутися, аби отримати корм та ліки для тварин.   